# Wegelin & Co.

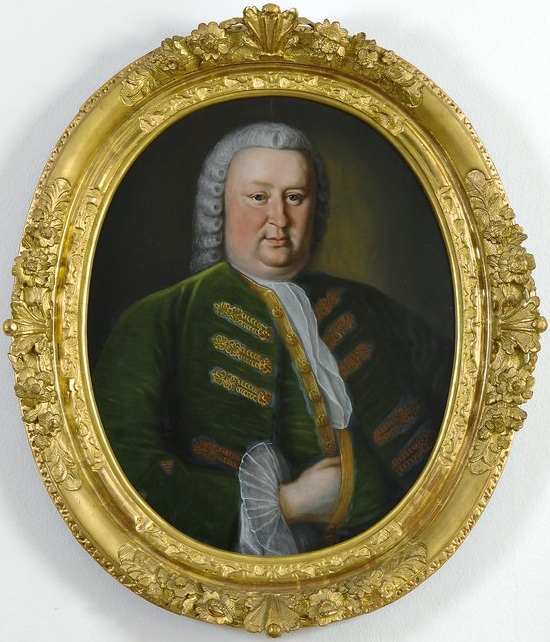
Caspar Zyli

Wegelin & Co. var en schweizisk bank i Sank Gallen i Schweiz som grundades av Caspar Zyli 1741. Banken tvingades stänga 2013 efter att det uppdagades att banken hjälpt amerikaner att skattefuska.